# Per-Olof Klang
Per-Olof Klang, född 21 mars 1920 i Göteborg, död där 26 maj 1981, var en svensk arkitekt. 
Klang, som var son till skatteexekutor Sten Klang och Rut Larsson, avlade studentexamen 1941 och utexaminerades från Chalmers tekniska högskola 1947. Han blev arkitekt vid Göteborgs stads egnahemsbyrå 1947, på stadsplanekontoret i Göteborgs stad 1950, på länsarkitektkontoret i Göteborg 1951, hos F.O. Peterson & Söner från 1952 och var innehavare av P.O. Klang arkitektkontor från 1954. Han var stadsarkitekt i Onsala, Tölö-Anneberg, Kållered och Styrsö.